# For the Man Who Has Everything
For the Man Who Has Everything (рус. Для человека, у которого есть всё) — сюжетная линия авторства Алана Мура, опубликованная в ежегоднике Superman Annual #11 за 1985 год. Выпуск был впоследствии перепечатан несколько раз, номинирован на премию Джека Кирби в номинации «Лучший одиночный выпуск» в 1986 году, и адаптирован для одноимённого эпизода анимационного сериала «Лига справедливости без границ» в 2004 году.

## Синопсис
В день рождения Супермена, Чудо-женщина, Бэтмен и Робин с подарками посещают Крепость Одиночества, но находят его в вегетативном состоянии с крупным растением, прикрепившимся к груди, и чьи усики обвиты вокруг тела Супермена. Пока они анализируют ситуацию, появляется суперзлодей Монгул, который рассказывает, что именно он ввёл Супермена в состояние комы. Параллельно основному сюжету появляются несколько врезок, показывающих альтернативную реальность, где Супермен счастливо живёт на свой родной планете Криптон, которая не была разрушена, женат и воспитывает двоих детей.

## Коллекционные издания
После появления в выпуске Superman Annual #11, история была перепечатана ещё несколькр раз:
- The Greatest Superman Stories Ever Told — сборник в твёрдом переплёте, 1987, DC Comics, ISBN 0-930289-29-3; и издание в бумажной обложке, 1989, DC Comics, ISBN 0-930289-39-0
- Superman: The Man of Tomorrow — бумажная обложка, 1988, Titan Books, ISBN 1-85286-049-9 (in black and white only)
- Across the Universe: The DC Universe Stories of Alan Moore — бумажная обложка, 2003, DC Comics, ISBN 1-4012-0087-7
- DC Universe: The Stories of Alan Moore — бумажная обложка, 2006 (Titan Books ISBN 1-84576-257-6, DC Comics ISBN 1-4012-0927-0)

## Отсылки
Как и другой комикс авторства Мура и Гиббонса, «Хранители», For the Man Who Has Everything отличается детализацией сюжета — подробностями жизни на Криптоне. На последней странице, где Монгул фантазирует о завоевании мира, в камео появляются многие из персонажей вселенной DC: Человек-ястреб и Орлица, Брейниак, Адам Стрэндж, Хайтрис (танагарская императрица) и охотник за головами Болфунга из выпуска Green Lantern #188 (май 1985, также написанный Муром и Гиббонсом), Марсианский Охотник, а также бородатый длинноволосый человек — сам Алан Мур. В мыслях Монгула также показано «возрождение Ворворлда» — целой военной станции, размером с планету, которая была разрушена Суперменом и Супергёрл в выпуске DC Comics Presents #28 (декабрь 1980).
Две отсылки к For the Man Who Has Everything встречаются в сюжетной линии Infinite Crisis 2005 года. История пародируется в выпуске «Codename: Kids Next Door» шоу «Operation: U.T.O.P.I.A.». Сюжет с небольшими изменениями был экранизирован во втором эпизоде мультсериала «Лига справедливости без границ».